# واریاسیون‌هایی برای ارکستر (شونبرگ)
واریاسیون‌هایی برای ارکستر (انگلیسی: Variations for Orchestra) اپوس ۳۱ (۲۸–۱۹۲۶)، با آهنگسازی آرنولد شونبرگ، مجموعه واریاسیون‌هایی است برای ارکستر در دوازده قسمت بر اساسِ یک تم ساخته شده‌ است و اولین قطعۀ ارکسترال در سبک موسیقی دوازده‌نغمه‌ای است. این اثر برای نخستین بار توسط ارکستر فیلارمونیک برلین در دسامبر ۱۹۲۸ به رهبری ویلهلم فورت‌ونگلر به اجرا درآمد که با یک رسواییِ پرآشوب همراه بود.

## ساختار
تم قطعه در میزان‌های ۵۷–۳۴ معرفی شده‌است. ارکستراسیون این اثر شامل فلکساتون نیز می‌شود. ساختار این قطعه بر اساسِ «موتیف باخ» (سی بمل، لا، دو، سی بکار) بنا شده‌است. ردیف دوازده نغمه‌ای تُن‌ها در چهار جایگشت: حرکت نخست (P)، قهقرایی (R)، وارونه (I) و وارونۀ قهقرایی (RI) در  زیر نشان داده می‌شود:
آرنولد شونبرگ طیِ یک سخنرانی در زمینهٔ آهنگسازی، با حمایت از زیبایی‌شناسی در برابر استبداد اکثریت گفت:
از من بعید است که حقوق اکثریت را زیر سؤال ببرم، اما یک چیز مسلم است: زمانی هست که برای قدرتِ اکثریت، محدودیت به‌وجود می‌آید، در واقع هر جا که یک گام اساسی (برای پیشرفت) رخ می‌دهد، وقتی است که اکثریت قادر به انجام آن نیستند.
این قطعه توسط چارلز وورینن برای دو پیانو تنظیم گردید و این تنظیم برای مجموعهٔ یک باله با نام واریاسیون‌های شونبرگ (۱۹۹۶)، توسط ریچارد تانر برای گروه «باله شهر نیویورک» طراحی شده‌است.

### بخش‌ها
1. مقدمه
2. تم
3. واریاسیون I
4. واریاسیون II
5. واریاسیون III
6. واریاسیون IV
7. واریاسیون V
8. واریاسیون VI
9. واریاسیون VII
10. واریاسیون VIII
11. واریاسیون IX
12. فینال

## یادداشت
1. ↑  نوعی ساز کوبه‌ای مدرن متشکل از یک ورق فلزی کوچکِ انعطاف‌پذیر و دارای یک قاب سیمی است که به یک دسته منتهی می‌شود.[۳] این ساز با صدای اره موسیقی قابل مقایسه است و برای استفاده از گلیساندو و جلوه‌های صوتی کاربرد دارد.[۴]
2. ↑  Flexatone
3. ↑  BACH motif
4. ↑  B, A, C, H :نت‌نویسی آلمانی
5. ↑  Prime
6. ↑  Retrograde
7. ↑  Inversion
8. ↑  Retrograde Inversion
9. ↑  Charles Wuorinen
10. ↑  Richard Tanner
11. ↑  New York City Ballet

## یادکرد
1. ↑  Frisch, Walter (1999). Schoenberg and His World, p. 270. شابک ‎۹۷۸−۰۶۹۱۰۴۸۶۱۱.
2. ↑  Ennulat, Egbert M. (ed.) (1991). Arnold Schönberg Correspondence, pp. 216, 231. شابک ‎۹۷۸−۰۸۱۰۸۲۴۵۲۲.
3. ↑  "Flexatone Sound Samples", CompositionToday.com.
4. ↑  Kalani (2008). All About Hand Percussion: Everything You Need to Know to Start Playing Now!, p.27.  شابک ‎۹۷۸۰۷۳۹۰۴۹۶۴۸.
5. ↑  Daniels, David (2005). Orchestral Music: A Handbook, p. 335. شابک ‎۹۷۸−۱۴۶۱۶۶۴۲۵۳.
6. ↑  Hoffer, Charles (2010). Music Listening Today, p. 271. شابک ‎۹۷۸−۰۴۹۵۹۱۶۱۴۷.
7. ↑  Stein, Erwin (ed.). 1987. Arnold Schoenberg letters, p. 206. University of California Press. شابک ‎۹۷۸−۰−۵۲۰−۰۶۰۰۹−۸
8. ↑  Schoenberg, Arnold (March 22, 1931). "Variations for Orchestra, Opus 31: Frankfurt Radio Talk", reprinted in Schoenberg, Nuria (ed) (1988). Arnold Schoenberg Self Portrait, p. 41. Cited in Frisch (1999), p. 99.
9. ↑  Feisst, Sabine (2011). Schoenberg's New World: The American Years, p. 240. شابک ‎۹۷۸−۰۱۹۵۳۷۲۳۸۰.